# Anita Kupsch

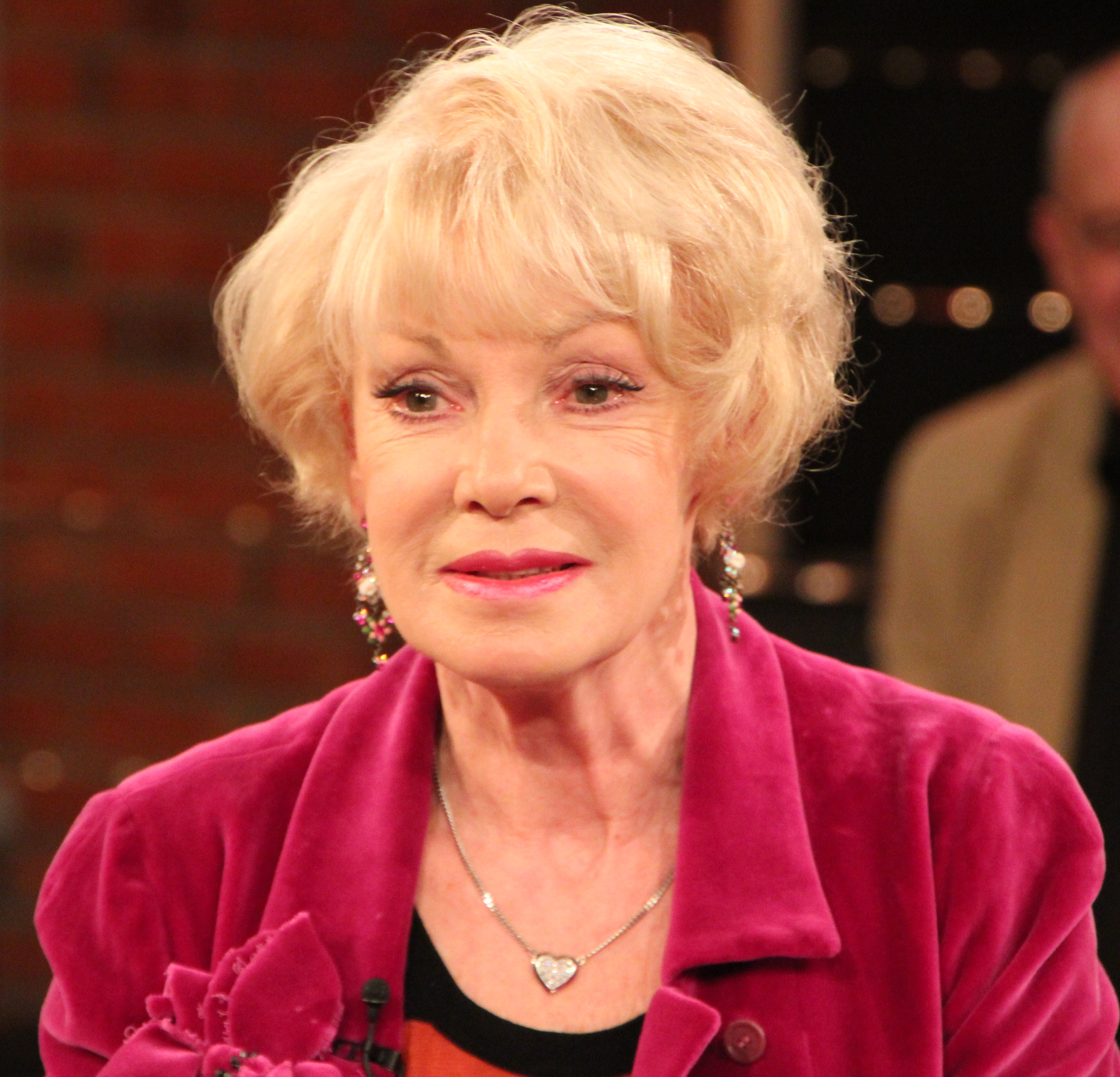
Anita Kupsch (2011)

Anita Kupsch (* 18. Mai 1940 in Berlin; † 3. Juli 2025 ebenda) war eine deutsche Volksschauspielerin und Synchronsprecherin. Besondere Popularität erlangte sie von 1987 bis 1996 an der Seite von Günter Pfitzmann in der ARD-Vorabendserie Praxis Bülowbogen in der Rolle der Arzthelferin Gabi Köhler.

## Leben
Die Kaufmannstochter – ihr Vater war Eigentümer eines Schrotthandels – begann nach dem Besuch des Gymnasiums zunächst eine Ausbildung als Kosmetikerin und ließ sich zudem von Tatjana Gsovsky in klassischem Ballett und Jazztanz unterrichten. Bereits mit 16 Jahren wurde sie von Ludwig Manfred Lommel für das Kabarett entdeckt. Danach absolvierte sie dank der Fürsprache von Peter Beauvais, unterstützt von einem Stipendium, im Jahr 1960/61 eine Schauspielausbildung an der UFA-Nachwuchsschauspielschule von Else Bongers in Berlin und gab währenddessen ihr Bühnendebüt an der Kleinen Scala. Ihr Filmdebüt fiel ebenfalls in diese Zeit, in der 1960 uraufgeführten Komödie Ingeborg von Curt Goetz spielte sie eine kleine Rolle.
Es folgten Theaterengagements am Berliner Renaissance-Theater (1960/61), Hebbel-Theater (1964 bis 1971), an der Berliner Komödie (ab 1968), den Hamburger Kammerspielen (1969), der Komödie Frankfurt (1978) und der Kleinen Komödie Hamburg (ab 1980) sowie zahlreiche Tourneen. Neben dem Theater spielte sie auch im Kabarett. Besonderen Erfolg hatte sie in späteren Jahren am Theater mit Golden Girls und dem Solostück Männer und andere Irrtümer in der Regie von Manfred Langner, das sie allein 1700 Mal spielte.
Bereits 1962 war Kupsch in einer internationalen Filmproduktion gebucht, Robert Siodmaks Fluchtdrama Tunnel 28. Ab dem folgenden Jahr fand sie zudem vermehrt Arbeit beim Fernsehen. Bekannt wurde sie den Zuschauern in der Rolle der Biggi in der Serie Okay S.I.R. Besondere Popularität erlangte sie ab 1987 in der Rolle der Arzthelferin Gabi Köhler an der Seite von Günter Pfitzmann in der ARD-Vorabendserie Praxis Bülowbogen, an der sie bis 1996 mitwirkte. Ab 1998 war sie mit Anitas Welt im ZDF mit ihrer eigenen Comedyshow zu sehen. Es folgten bis zum Jahr 2017 weitere TV-Produktionen, insgesamt umfasst ihr filmisches Schaffen annähernd 100 Film- und Fernsehproduktionen.
Daneben arbeitete Kupsch umfangreich in der Synchronisation und lieh ihre Stimme u. a. prominenten Schauspielkolleginnen wie Goldie Hawn (Reisen mit Anita), Liza Minnelli (Rent-a-Cop), Kim Cattrall (Unternehmen Rosebud) und Amanda Barrie (in den Komödien der britischen Carry-On-Filmreihe Ist ja irre – Caesar liebt Cleopatra und Ist ja irre – Diese müden Taxifahrer). In der Anime-Serie Captain Future war sie von 1980 bis 1981 die deutsche Stimme der Geheimagentin Joan Landor.
Von 1963 bis 1973 war Anita Kupsch mit dem Journalisten Henno Lohmeyer verheiratet. Dieser Ehe entstammt ihre 1964 geborene Tochter Daniela Lohmeyer, die ebenfalls als Schauspielerin und Synchronsprecherin tätig ist. Ab 1974 war sie einige Jahre mit dem französischen Produktionsleiter François Chevreuil, ab 1987 mit dem Innenausstatter Klaus-Detlef Krahn verheiratet. In ihren letzten Lebensjahren war Kupsch an Krebs und Demenz erkrankt. Sie lebte zuletzt in einer Berliner Pflegeeinrichtung, wo sie am 3. Juli 2025 starb. Am 4. August 2025 wurde sie im engsten Familienkreis auf dem Südwestkirchhof Stahnsdorf beigesetzt.

## Preise und Auszeichnungen
Anita Kupsch wurde mit einem Bambi ausgezeichnet, erhielt zweimal den Goldenen Vorhang und den BZ-Kulturpreis. In der Spielzeit 2013/2014 wurde sie am Theater im Rathaus in Essen vom Publikum zur beliebtesten Schauspielerin gewählt.

## Filmografie (Auswahl)
- 1960: Ingeborg
- 1961: Ninotschka und Peer
- 1962: Tunnel 28
- 1963: Wochentags immer
- 1964: Sie schreiben mit – Das Sparschwein (Fernsehserie)
- 1966: Der Fall Kaspar Hauser
- 1966: Brille und Bombe: Bei uns liegen Sie richtig!
- 1967: Rheinsberg
- 1968: Klassenkeile – Pauker werden ist nicht schwer – Schüler sein dagegen sehr
- 1969: Alle Hunde lieben Theobald (Fernsehserie, 1 Folge)
- 1969: Zieh den Stecker raus, das Wasser kocht (Fernsehfilm)
- 1969: Sag’s dem Weihnachtsmann (Fernsehfilm)
- 1969: Helgalein
- 1971: Wir hau’n den Hauswirt in die Pfanne
- 1973: Lokaltermin – Folge: Dein Eid ist Meineid
- 1973: Hamburg Transit (Fernsehserie, 1 Folge)
- 1973/74: Okay S.I.R. (TV-Krimiserie, 32 Folgen)
- 1974: Einer von uns beiden (Regie: Wolfgang Petersen)
- 1977: Tatort – Feuerzauber (Fernsehreihe)
- 1978: Ein Mann will nach oben (Fernsehserie)
- 1980: Sternensommer
- 1981: Tatort – Beweisaufnahme (Fernsehreihe)
- 1982: Zwei Tote im Sender und Don Carlos im PoGl (Fernsehfilm)
- 1983: Mandara (Fernsehserie)
- 1983: Tatort – Peggy hat Angst (Fernsehreihe)
- 1984: Ein Heim für Tiere (Fernsehserie, 2 Folgen)
- 1984: Tiere und Menschen (Fernsehserie)
- 1984: Die Dame und die Unterwelt
- 1985: Tatort – Acht, neun – aus (Fernsehreihe)
- 1985: Mamas Geburtstag
- 1985: Ein Superesel auf dem Ku’damm
- 1986: Detektivbüro Roth (Fernsehserie, 1 Folge)
- 1986: Die Krimistunde (Fernsehserie, Folge 22, Episode: „Kein Wort mehr“)
- 1986: Geschichten aus der Heimat (Fernsehserie) Episode: Die schwarze Witwe
- 1988: A.D.A.M.
- 1987–1996: Praxis Bülowbogen (Fernsehserie)
- 1990: Justitias kleine Fische (Fernsehserie, 1 Folge)
- 1991: Der Komödienstadel: Millionen im Heu
- 1993: Harry & Sunny (Fernsehserie)
- 1993–1996: Immer wieder Sonntag (Fernsehserie, 10 Folgen)
- 1994: Glück im Grünen
- 1995: Die Kommissarin (Fernsehserie, 1 Folge)
- 1995: Inka Connection (Fernsehfilm)
- 1997: Mama ist unmöglich (Fernsehserie)
- 1997: Frauen morden leichter (Fernsehreihe)
- 1998: Anitas Welt (TV-Sitcom)
- 1999: Wer zuletzt lügt, lügt am besten
- 2002: Für alle Fälle Stefanie (Fernsehserie, 1 Folge)
- 2004: Schöne Männer hat man nie für sich allein (Fernsehfilm)
- 2005: Unsere Tierklinik (Fernsehserie)
- 2017: Die Spezialisten – Im Namen der Opfer (Fernsehserie)

## Theater (Auswahl)
- 1960: Jacques Audiberti: Äpfelchen Äpfelchen – Regie: Horst Balzer, Renaissance-Theater Berlin
- 1991: Der Komödienstadl – Millionen im Heu
- 1994: Zum Stanglwirt (Folge 24 & 25)
- 2007: Geschichten von Mama und Papa – Regie: Wolfgang Spier, Theater am Kurfürstendamm, Berlin
- 2009: Männer und andere Irrtümer, Theater am Dom, Köln
- 2010: Die Perle Anna, Theater am Kurfürstendamm, Berlin
- 2011: Geschichten von Mama und Papa, Komödie im Bayerischen Hof, München
- 2013: Die Perle Anna – Regie: Marcus Ganser, Komödie im Bayerischen Hof, München und Komödie Frankfurt
- 2013: Golden Girls, Komödie Düsseldorf und Komödie Frankfurt
- 2016: Harold und Maude – Regie: Manfred Langner, Komödie im Marquardt, Stuttgart und Schloßpark Theater, Berlin
- 2017: Golden Girls, Theater am Dom, Köln

## Hörspiele
Anita Kupsch war neben ihrer Arbeit für Film und Fernsehen auch in mehreren Hörspielproduktionen zu hören. Bereits 1965 wirkte sie beim RIAS im Radiohörspiel Die Untermieterin von Max Zihlmann mit.
In den 1980er Jahren war sie auch in kommerziellen Hörspielserien aktiv. So sprach sie 1980 eine Rolle in der Science-Fiction-Serie Captain Future.
1984 übernahm sie in der Jugendhörspielreihe Mandara die Rolle einer Klavierlehrerin, die sie in mehreren Folgen verkörperte.